# Francisco Moacyr
Francisco Moacyr Santos (* 2. Juli 1937 in Recife; † 23. Februar 2020) war ein brasilianischer Fußballspieler auf der Position eines Stürmers.

## Laufbahn
Moacyr begann seine Profikarriere bei Palmeiras São Paulo und wechselte 1961 nach Mexiko, wo er in den nächsten Jahren für den Club América spielte. Mit den Americanistas gewann Moacyr zweimal in Folge den mexikanischen Pokalwettbewerb und wiederum ein Jahr später den ersten Meistertitel der Vereinsgeschichte in der 1943 eingeführten Profiliga.

## Erfolge
- Mexikanischer Meister: 1966
- Mexikanischer Pokalsieger: 1964, 1965